# منزینگن
منزینگن یک شهرداری در کانتون زوگ در سوئیس است.

## تاریخچه

نمای هوایی (۱۹۴۸)

منزینگن اولین بار در حدود ۱۲۱۷-۲۲ به عنوان ماینسینگین ذکر شد.
انجمن سنت‌گرای سنت پیوس X، که از نظر حقوقی با واتیکان به دلیل «مشکلات اعتقادی» با آموزه‌های شورای دوم واتیکان نامنظم است، مقر آن در منزینگن است.